# Mixcóatl

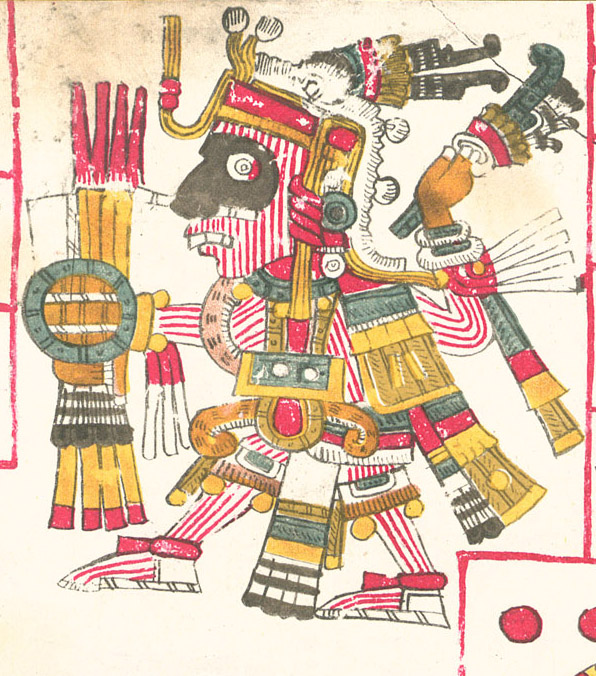
Mixcóatl en el Códice Borgia.

Mixcóatl (del náhuatl: Mixkoatl ‘serpiente de nubes’‘mixtli, nube; koatl, serpiente’), también llamado Taras en Michoacán y Camaxtle en Tlaxcala y Huexotzinco, es en la mitología mexica, el dios de las tempestades, de la guerra y de la cacería. Los mexicas creían que la Vía Láctea era una representación de este dios, aunque existe otra clase llamado Iztac-Mixcóatl un viejo dios celeste parecido a Ometéotl. También es un personaje legendario, padre de Ce Ácatl Topiltzin Quetzalcóatl y guía de un grupo de chichimecas que se asentó en Tula (en el actual Hidalgo) en el siglo X.
Es indudable que existen divergencias entre Xipetótec, Camaxtle, Mixcóatl y Tezcatlipoca Rojo entre las religiones mesoamericanas, si bien en la Cosmogonía Náhuatl, la creación del universo, menciona que en un principio sólo existía un cielo, que llamaron el décimo tercero, en el cual vivían una pareja divina, Ometecuhtli y Omecíhuatl, que procrearon cuatro hijos, el primogénito fue Tlatlauhqui-tezcatlipoca (“Tezcatlipoca Rojo”), el cual fue adorado particularmente por los Tlaxcaltecas y Huejotzincas bajo el nombre de Camaxtli pero asimilado por los mexicas como Xipetótec, "Nuestro Señor El Desollado"; el segundo hijo fue Yayauhqui-tezcatlipoca (“Tezcatlipoca Negro”); el tercero fue Iztauhqui-tezcatlipoca o (“Tezcatlipoca Blanco”) o Quetzalcóatl; el cuatro fue Omitéotl-Inaquizcóatl, Xoxoauhqui-tezcatlipoca (“Tezcatlipoca Azul”), asimilado por los mexicas como Huitzilopochtli.
Estos cuatro dioses, después de 600 años de inactividad, se reunieron y conferenciaron acerca de lo que debían ordenar y de las leyes que debían imponer a lo que creasen, y puestos de acuerdo, comisionaron a Quetzalcóatl y Huitzilopochtli, los responsables de crear al Medio Sol, que alumbraba poco por no ser entero; por otra parte, al transcurrir el 2 acatl, el numen Camaxtli o Camaxtle, "el señor desnudo", el dios del fuego pero venerado como dios de la cacería, tomó por nombre de Mixcóatl, "culebra de nubes" o "la tromba", identificado como Mixcóatl-Camaxtli, por lo que, tras el diluvio, I tecpatl, subió al Octavo Cielo y creó cuatro hombres y una mujer para dar a comer al Sol; pero apenas creados cayeron al agua; por lo que Mixcóatl y Camaxtle (del náhuatl: Kamaxtleh ‘el que tiene bragas y calzado’‘kaktli, calzado; maxtlatl, braga; -eh, que tiene’), es la misma entre los Tlaxcaltecas y Huejotzincas, mientras Xipetótec era honrado principalmente por aquellos que vivían a la orilla del mar, teniendo origen en Zapotlán, Jalisco, atribuyéndole las enfermedades de las apostemas y de la sarna.
En cierta forma, los dioses Xipetótec y Mixcóatl eran relacionados como dioses forasteros para los pueblos nahuas, Mixcóatl como dios de los otomíes, dios de la caza, ya que este pueblo vivía en los montes y eran considerados todos cazadores, y Chichimecas; mientras Xipetótec como dios de los zapotecos y de los yope, vecinos de los Mixtecos, comunidades que vivían hacia la costa del Océano Pacífico. Autores como Paso y Troncoso mencionan que Mixcóatl es frecuentemente confundido por Camaxtle, deidad principal de los Chalqueños, bajo cuya denominación se comprendían los moradores de Tepeaca, Zacatlán, Cholula, Tlaxcalla, Huexotzinco, por lo que las ceremonias que se hacían honrar a Mixcóatl en México, se dedicaban a Camaxtle en Tlaxcalla; en Michoacán, adoraban a Mixcóatl con el nombre de Taras, y sólo le sacrificaban culebras, aves, y conejos.